# Liane coiffée
Espèce
Synonymes
- Coluber pallidus Linnaeus, 1758
- Coluber strigilis Thunberg, 1787
- Natrix punctatissima Wagler, 1824
- Thamnodynastes punctatissimus (Wagler, 1824)
- Thamnodynastes strigilis (Thunberg, 1787)

Statut de conservation UICN

 LC  : Préoccupation mineure
Thamnodynastes pallidus ou Liane coiffée est une espèce de serpents de la famille des Dipsadidae. Le genre Thamnodynastes regroupe 19 espèces, dont Thamnodynastes pallidus qui est endémique d'Amérique du Sud. Nocturne, elle se rencontre dans les parties humides des milieux suivants : dans les savanes, les forêts secondaires anciennes, les friches, ou encore à proximité des zones urbaines. Elle est facilement reconnaissable à sa finesse et à sa taille modeste oscillant entre 35 et 45 cm à l'âge adulte, jusqu'à une longueur maximale de 60 cm pour les plus grands individus. Sa couleur va du jaune pâle au orange. La pupille noire est verticale et baigne dans un œil clair accompagné d'une fine bande ocre à son arrière.

## Dentition, venin et alimentation
La Liane coiffée possède une dentition dite opistoglyphe, elle a un venin dont elle sert en premier lieu pour affaiblir et mieux ingérer ses proies, c'est-à-dire des batraciens (notamment un cas de prédation sur Boana semilineata), des insectes ou des larves d'insectes.
Mais elle peut également s'en servir en cas de défense, toutefois les envenimations sur les serpents opistoglyphes n'arrivent dans la très grande majorité des cas uniquement lorsque la manipulation est volontaire. Les symptômes d’envenimation des espèces de Thamnodynastes décrits dans la littérature peuvent inclure un œdème, une douleur rayonnante, des lésions ecchymotiques, une température locale élevée, une salivation excessive avec un goût métallique, des maux de tête forts et des effets hémorragiques et protéolytiques. Cependant, dans deux cas documentés de T. pallidus, les symptômes des victimes ne sont pas aussi graves et ils ont complètement disparu dans les 36 heures après l'envenimation. De tel sorte le venin de T. pallidus peut être considéré comme largement moins dangereux par rapport à d’autres Dipsadidae tels que ceux du genre Philodryas ou Xenodon.
Chez T. pallidus, quelques minutes après la morsure : la lésion infligée par celle-ci présente un petit saignement, accompagné d’une rougeur autour de la blessure, d’un faible gonflement, de faibles démangeaisons et d’une douleur de légère intensité.

## Répartition

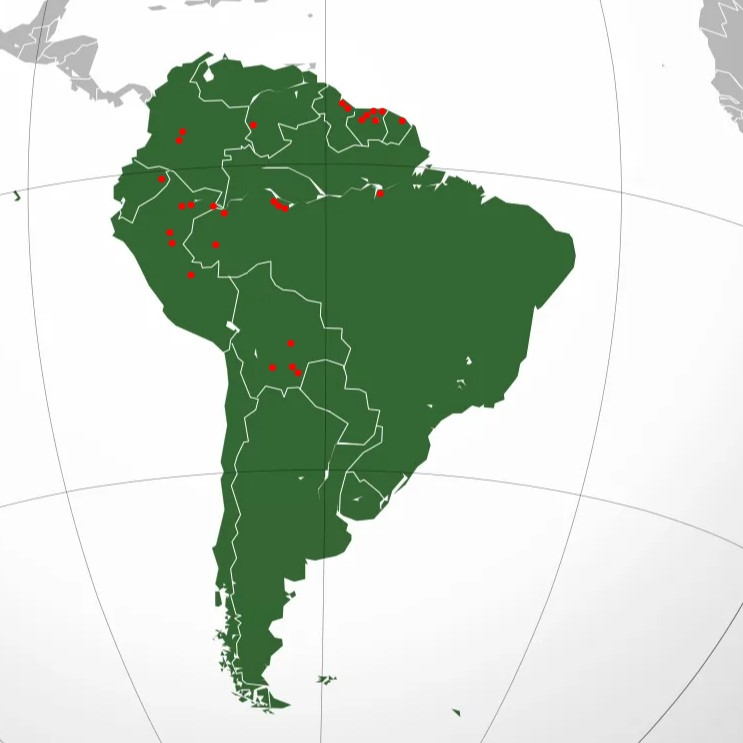
Carte de répartition de la Liane coiffée en Amérique du Sud

Cette espèce se rencontreau Brésil, au Guyana, au Suriname, en Guyane, au Venezuela, en Colombie, en Bolivie, et au Pérou.
En Guyane, la Liane coiffée s'observe principalement dans l'île de Cayenne, sur les communes de Cayenne, Matoury et de Remire-Montjoly. Il reste à noter quelques dizaines d'observations dans l'Est de la Guyane réparties sur les communes de Roura, Régina, Ouanary et Saint-Georges.

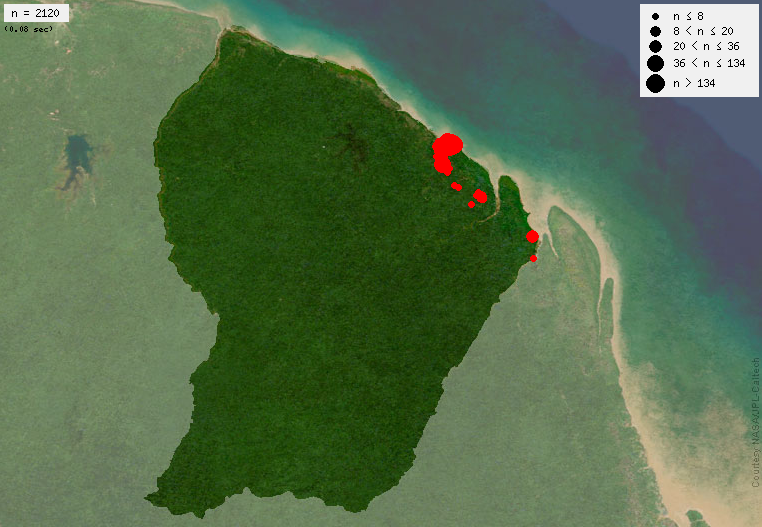
Répartition de la Liane coiffée en Guyane, Mai 2024

## Comportement
Importunée, cette espèce est capable d'aplatir son col à la manière d'un Cobra mais à une plus petite échelle. Cette technique servirait à impressionner un potentiel agresseur afin de le dissuader d'attaquer.

## Étymologie
Son nom de genre vient de thamnophis ([tham] = joli, mignon) et de dynastes, emprunté du latin « prince, seigneur, petit souverain », lui-même emprunté du grec dunastês, « souverain ».
Son nom spécifique vient du latin pallidus, qui signifie pâle ou jaunâtre. (du latin [pallidulus] = pâle, blafard.) 
On pourrait alors traduire son nom complet par « Mignon souverain pâle ».

## Publication originale
- (la) Carl von Linné, Systema naturae per regna tria naturae, secundum classes, ordines, genera, species, cum characteribus, differentiis, synonymis, locis, 10e éd. (DOI 10.5962/bhl.title.542)